# Eschenheimer Tor (metrostation)
Eschenheimer Tor is een ondergronds station van de U-Bahn in Frankfurt am Main aan de U-Bahn-lijnen U1, U2, U3 en U8 gelegen in het stadsdeel Innenstadt.